# Rapla (commune)
Rapla (anciennement: paroisse de Rappel) est une municipalité rurale d'Estonie qui se trouve dans la région de Rapla. Elle a 9 082 habitants(01.01.2012). Son centre administratif est la ville de Rapla.

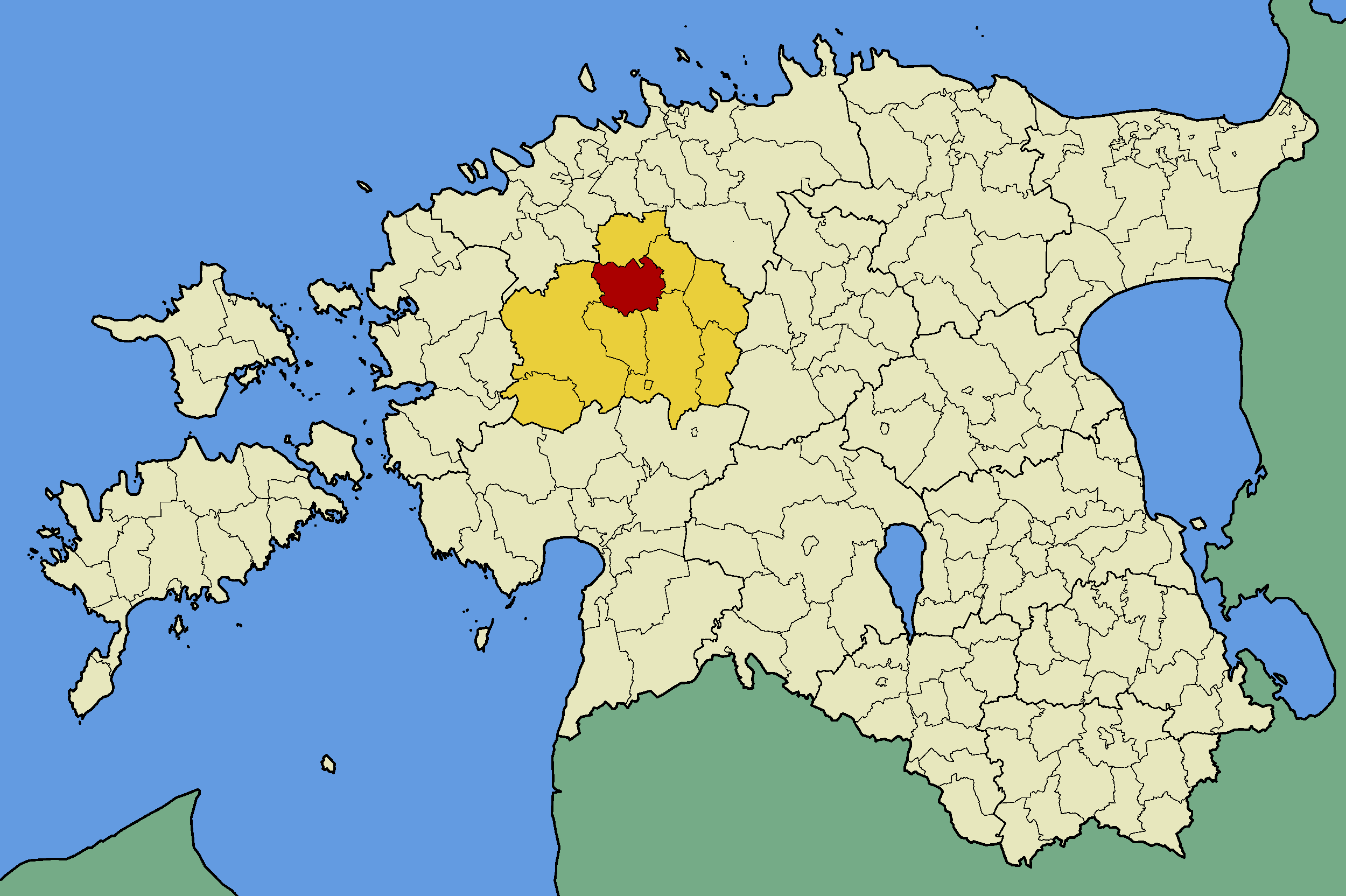
Commune de Rapla (en rouge) dans le Comté de Rapla (en jaune).

## Municipalité
La municipalité comprend une ville, trois bourgs et 38 villages:

### Ville
Rapla

### Bourgs
Alu - Hagudi - Kuusiku

### Villages
Alu-Metsküla - Aranküla - Hagudi - Iira - Juula - Kalevi - Kelba -  Kodila - Kodila-Metsküla - Koigi - Kuku - Kuusiku-Nõmme - Kõrgu -  Lipstu - Mahlamäe - Mõisaaseme - Mällu - Nõmme - Oela -  Ohulepa - Oola - Palamulla - Purila - Raka - Ridaküla - Röa -  Seli - Seli-Nurme - Sikeldi - Sulupere - Tapupere - Tuti - Tõrma - Uusküla - Valtu - Väljataguse - Äherdi - Ülejõe

## Histoire
L'endroit est mentionné dans le Liber Census Daniæ en 1241 sous le nom de Rapala ou Rapal. Elle devient entité communale en 1891 sous le règne d'Alexandre III de Russie.
C'est dans le domaine familial d'Hakude (ou Haggud), aujourd'hui Haggudi, qu'est né en 1770 le futur explorateur Johann Adam von Krusenstern. Une plaque mémoriale sur un tilleul qui se trouve sur le lieu de sa naissance a été posée en 1970 pour honorer sa mémoire.
Le bourg de Kuusiku, appelé avant l'indépendance de l'Estonie Saage, est l'endroit aux hivers les plus froids d'Estonie. Il se trouve en amont de la rivière Vigala. L'Armée rouge y a installé un petit aérodrome militaire en 1939. Cet endroit fut le lieu d'une rude bataille entre l'armée soviétique et la Wehrmacht en août 1941. Les soviétiques reconstruisent un petit aérodrome militaire à Kuusiku dans les années 1950, qui est à usage civil aujourd'hui.